# Choi Dae-shik
Choi Dae-shik (en hangul, 최대식; en hanja, 崔 大植; nacido el 10 de enero de 1965 - 27 de marzo de 2024) fue un futbolista y entrenador surcoreano. Jugaba de centrocampista y su último club fue el Oita Trinita de Japón. Dirigió a la Escuela Secundaria de la Industria de la Información de Kyungmin.
Choi desarrolló su carrera en varios clubes, entre los que se encuentran Daewoo Royals y LG Cheetahs. Además, fue internacional absoluto por la selección de fútbol de Corea del Sur y disputó la Copa Mundial de la FIFA 1994.

## Trayectoria

### Clubes como futbolista
| Club                                 | País          | Año         |
| ------------------------------------ | ------------- | ----------- |
| Daewoo Royals                        | Corea del Sur | 1988 - 1989 |
| Lucky-Goldstar Hwangso / LG Cheetahs | Corea del Sur | 1990 - 1995 |
| Oita Trinity / Oita Trinita          | Japón         | 1996 - 1999 |

### Selección nacional como futbolista
| Selección | País          | Año         |
| --------- | ------------- | ----------- |
| Absoluta  | Corea del Sur | 1991 - 1995 |

### Clubes como entrenador
| Club                                                             | País          | Año             |
| ---------------------------------------------------------------- | ------------- | --------------- |
| Escuela Secundaria de la Industria de la Información de Kyungmin | Corea del Sur | 2003 - presente |

## Estadísticas

### Como futbolista

#### Clubes
| Rendimiento de club | Rendimiento de club    | Rendimiento de club | Liga  | Liga  |
| Año                 | Club                   | Liga                | Part. | Goles |
| Corea del Sur       | Corea del Sur          | Corea del Sur       | Liga  | Liga  |
| ------------------- | ---------------------- | ------------------- | ----- | ----- |
| 1988                | Daewoo Royals          | K-League            | 13    | 0     |
| 1989                | Daewoo Royals          | K-League            | 10    | 0     |
| 1990                | Lucky-Goldstar Hwangso | K-League            | 29    | 4     |
| 1991                | LG Cheetahs            | K-League            | 38    | 0     |
| 1992                | LG Cheetahs            | K-League            | 34    | 1     |
| 1993                | LG Cheetahs            | K-League            | 31    | 2     |
| 1994                | LG Cheetahs            | K-League            | 12    | 0     |
| 1995                | LG Cheetahs            | K-League            | 22    | 1     |
| Japón               | Japón                  | Japón               | Liga  | Liga  |
| 1996                | Oita Trinity           | Football League     |       |       |
| 1997                | Oita Trinity           | Football League     |       |       |
| 1998                | Oita Trinity           | Football League     |       |       |
| 1999                | Oita Trinita           | J2 League           | 31    | 4     |
| País                | Corea del Sur          | Corea del Sur       | 189   | 8     |
| País                | Japón                  | Japón               | 31    | 4     |
| Total               | Total                  | Total               | 220   | 12    |

#### Selección nacional
Fuente:
| Selección de Corea del Sur | Selección de Corea del Sur | Selección de Corea del Sur |
| Año                        | Part.                      | Goles                      |
| -------------------------- | -------------------------- | -------------------------- |
| 1991                       | 5                          | 0                          |
| 1992                       | 0                          | 0                          |
| 1993                       | 0                          | 0                          |
| 1994                       | 9                          | 0                          |
| 1995                       | 1                          | 0                          |
| Total                      | 15                         | 0                          |

##### Participaciones en fases finales
| Torneo                         | Sede           | Resultado     | Partidos | Goles |
| ------------------------------ | -------------- | ------------- | -------- | ----- |
| Copa Mundial de Fútbol de 1994 | Estados Unidos | Primera fase  | 0        | 0     |
| Juegos Asiáticos de 1994       | Hiroshima      | Cuarto puesto | —        | —     |

## Palmarés

### Como futbolista

#### Títulos nacionales
| Título     | Club                   | País          | Año  |
| ---------- | ---------------------- | ------------- | ---- |
| K League 1 | Lucky-Goldstar Hwangso | Corea del Sur | 1990 |

#### Distinciones individuales
| Distinción                                | Año  |
| ----------------------------------------- | ---- |
| Premio al Máximo Asistidor de la K League | 1990 |